# Lethe teesta
Lethe teesta är en fjärilsart som beskrevs av Talbot 1947. Lethe teesta ingår i släktet Lethe och familjen praktfjärilar. Inga underarter finns listade i Catalogue of Life.